# Emmanuel Tjeknavorian

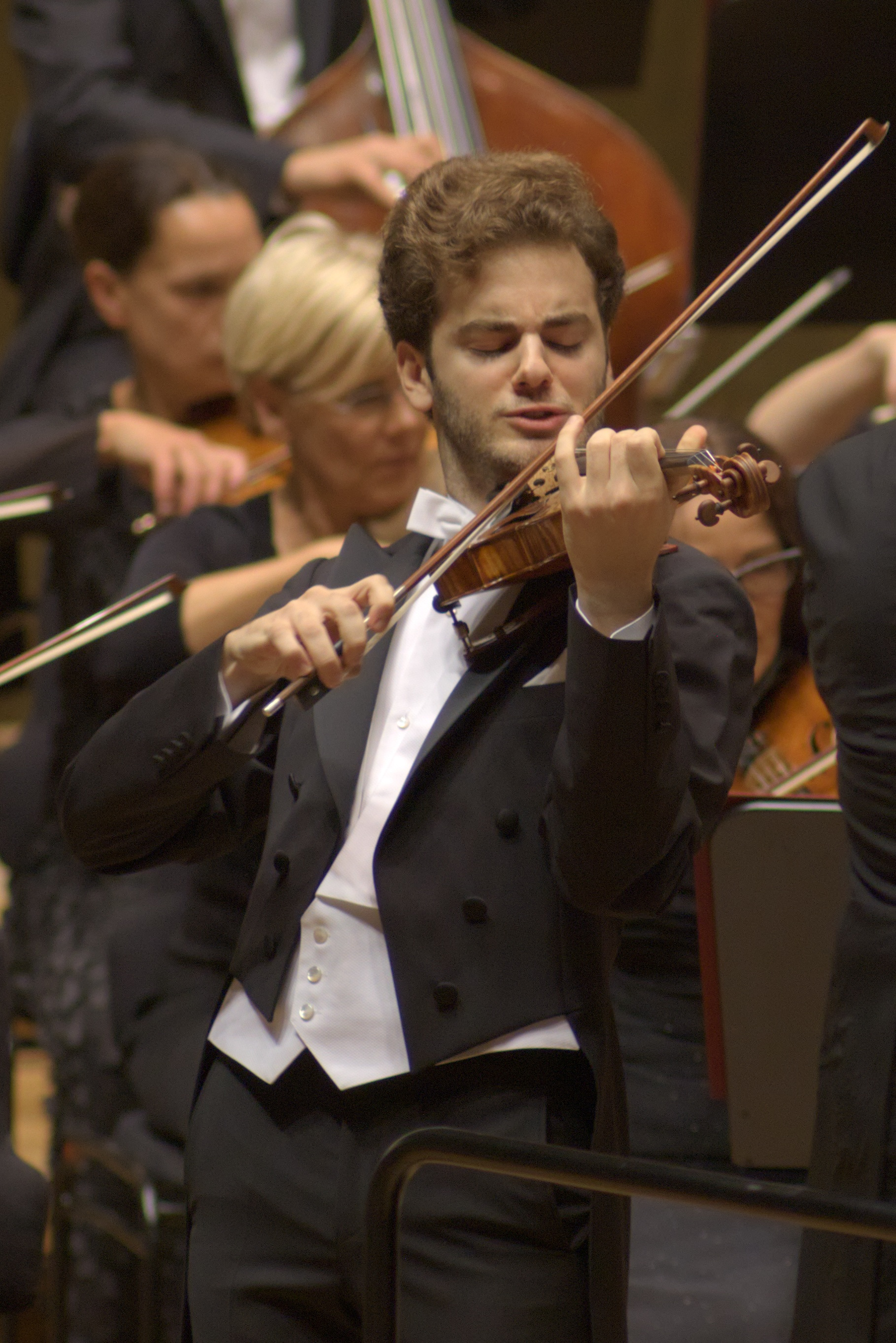
Emmanuel Tjeknavorian (2018)

Emmanuel Tjeknavorian (* 22. April 1995 in Wien) ist ein österreichischer Violinist und Dirigent.

## Leben
Emmanuel Tjeknavorian stammt aus einer armenischen Musikerfamilie und spielt Violine. Mit fünf Jahren erhielt er die ersten Geigenstunden in Armenien, wo er die Volksschule besuchte. Im Alter von zehn Jahren kehrte er nach Österreich zurück und wurde ab 2011 Schüler von Gerhard Schulz an der Musikuniversität Wien. Im Juni 2014 maturierte Emmanuel Tjeknavorian im Gymnasium Sacre Coeur Wien. Ab 2014 begann er bei seinem Vater Loris Tjeknavorian Dirigierunterricht zu nehmen und besuchte Meisterkurse für junge Dirigenten in England und Italien.
Emmanuel Tjeknavorian nahm bei Petros Haykazyan, Artashes Mkrtchyan, und Arkadij Winokurow Unterricht. Bis 2018 studierte er bei Gerhard Schulz, ehemals Mitglied des Alban-Berg-Quartetts, an der Universität für Musik und darstellende Kunst Wien.
Seit 2017 moderiert er monatlich eine eigene Radio-Show Der Klassik-Tjek auf Radio Klassik Stephansdom. Zahlreiche Sender berichteten über ihn, so war er bereits in Titel, thesen, temperamente und der Tagesschau (ARD), Capriccio (BR), der Kulturzeit (3sat), im ORF2 und in Stars von morgen mit Rolando Villazon (Arte) zu sehen.
Einladungen führten ihn zum Gewandhausorchester, dem Mahler Chamber Orchestra, dem Orchestra Filarmonica della Scala, dem London Symphony Orchestra, dem Tonhalle-Orchester Zürich, dem Deutschen Symphonie Orchester Berlin, dem Helsinki Philharmonic Orchestra, dem National Symphony Orchestra Washington und Dirigenten wie Semyon Bychkov, Riccardo Chailly, Adam Fischer, Edward Gardner, Nicholas Milton, Kristiina Poska, Michael Sanderling und John Storgårds. Er gab Konzerte beim Andermatt Swiss Alps Classics, beim Enescu Festival, beim Grafenegg Festival, beim Sankt Gallen Festival, bei der Salzburger Mozartwoche und beim Festival de Paques in Aix en Provence, wo er auf Mozarts eigener „Costa-Geige“ spielte.
Tjeknavorian wurde zum Musikdirektor des Mailänder Sinfonieorchesters ab 2024/25 bestellt.

## Preise und Auszeichnungen
- Stipendiat der Orpheum Stiftung zur Förderung junger Solisten
- „Great Talent“ des Wiener Konzerthauses
- „Rising Star“ der European Concert Hall Organisation
- Nordmetall-Ensemblepreis der Festspiele Mecklenburg-Vorpommern gemeinsam mit seinem Klavierpartner Maximilian Kromer
- Lotto-Förderpreis des Rheingau Musik Festivals
- Preisträger des Internationalen Johannes Brahms Wettbewerbs
- Zweiter Platz beim Eurovision Young Musicians 2012
- 2013 Sieger bei „Musica Juventutis“ im Wiener Konzerthaus
- 2013 1. Preis beim Stefanie Hohl Violinwettbewerb
- 1. Preis beim V. Szymon Goldberg Award und Titel „Szymon Goldberg Preisträger“
- 2014 Dritter Preis des Fritz Kreisler Wettbewerbs[4]
- 2014 Casinos Austria Rising Star Award.[5][6]
- 2015 Zweiter Preis bei der International Jean Sibelius Violin Competition in Helsinki[7]
- 2018 Opus Klassik als Nachwuchskünstler des Jahres[8]

## Film
- Emmanuel Tjeknavorian – Ein Musikerleben. Filmporträt, gestaltet und Regie von Barbara Weissenbeck für den ORF. Österreich, 2021, 44 Minuten. Wiederausstrahlung am 13. April 2025 zu Tjeknavorians 30. Geburtstag am 22. April 2025.[9]